# Al-Nassr Football Club
L'Al-Nassr Football Club (in arabo نادي النصر السعودي‎?, Nadi al-naṣr al-saʿūdī, "Vittoria"), meglio noto come Al-Nassr, è una società calcistica saudita di Riad. Milita nella Lega saudita professionistica, la massima divisione del campionato saudita di calcio.
Fondato nel 1955, è uno dei club più titolati e più sostenuti dell'Arabia Saudita. In ambito nazionale si è aggiudicato 9 campionati nazionali, 6 Coppe del Re dei Campioni, 3 Coppe del Principe della Corona saudita, 3 Coppe del Principe Faysal bin Fahd e 2 Supercoppe saudite. A livello internazionale ha vinto una Supercoppa d'Asia, una Coppa delle Coppe dell'AFC, due Coppe dei Campioni del Golfo e una Coppa dei Campioni araba per club. Vanta inoltre una partecipazione al campionato mondiale per club FIFA (2000).

## Storia

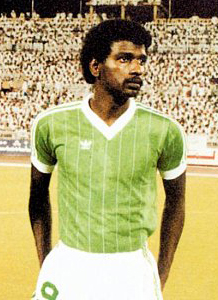
Majed Abdullah disputò 21 stagioni con la maglia dell'Al-Nassr, di cui detiene il record di presenze e reti segnate.

Il club, fondato nel 1955 per iniziativa dei fratelli Al-Ja'ba, fu attivo nel dilettantismo fino al 1960, quando venne registrato ufficialmente come professionistico. Gli allenamenti si svolgevano su un terreno di gioco situato a Gashlat Al-Shortah, a ovest del giardino Al-Fotah. Il primo presidente del club fu il principe Abdul Rahman bin Sa'ud Al Sa'ud, che ricoprì l'incarico per oltre 39 anni in tre distinti periodi fino alla sua morte e che divenne noto come "il padrino dell'Al-Nassr", data la grande influenza esercitata e dato che riuscì nell'intento di portarlo dalla seconda divisione alla vittoria del titolo in massima serie.
Il club fu, infatti, promosso in massima divisione già nel 1963 e negli anni settanta iniziò un periodo positivo per la squadra, che in due decenni vinse quattro titoli nazionali, sei Coppe del Re dei Campioni, tre Coppe del Principe della Corona saudita e tre Coppe della Federazione saudita. I successi furono ottenuti anche grazie al trio composto dai calciatori sauditi Majed Abdullah, primatista assoluto di presenze e reti segnate con l'Al-Nassr, Fahd Al-Herafy e Mohaisn Al-Jam'aan.
Negli anni novanta il club continuò ad ottenere buoni risultati, vincendo due altri campionati sauditi (1993-1994 e 1994-1995), la Coppa del Re dei Campioni 1990 e la Coppa della Federazione saudita 1997-1998 e guadagnando anche rilevanza a livello internazionale grazie alle vittorie di due Coppe dei Campioni del Golfo (1997 e 1998), della Coppa delle Coppe dell'AFC 1997-1998 e della Supercoppa d'Asia del 1998. Proprio in occasione della finale della Coppa delle Coppe dell'AFC contro i sudcoreani del Suwon Bluewings, il 12 aprile 1998, il 37enne Majed Abdullah chiuse l'attività agonistica di fronte a 70 000 spettatori allo stadio internazionale Re Fahd di Riad. Abdullah si ritirò con il bilancio di 189 gol segnati, risultando pertanto il miglior marcatore assoluto del campionato saudita, e 260 gol segnati con l'Al-Nassr, squadra di cui risulta il migliore marcatore di sempre.
Il successo nella Coppa delle Coppe dell'AFC permise alla squadra di qualificarsi al campionato mondiale per club FIFA 2000, a seguito delle rinunce del Júbilo Iwata (vincitore del campionato d'Asia per club 1999), del Pohang Steelers (vincitore del campionato d'Asia per club 1998) e dei connazionali dell'Al-Ittihad (vincitore della Coppa delle Coppe dell'AFC 1998-1999). Al campionato mondiale in tre partite l'Al-Nassr ottenne una vittoria, contro il Raja Casablanca. L'Al-Nassr concluse il proprio girone al terzo posto e vinse il premio fair play della competizione.
Dopo il ritiro del celebre trio, la squadra puntò su due nuovi acquisti, l'ivoriano Fadel Keïta e il boliviano Julio César Baldivieso, ma negli anni a venire visse una fase di declino, tanto che nel 2006-2007 evitò la retrocessione solo all'ultima giornata del campionato. Una ristrutturazione in seno al club portò i frutti sperati verso la fine del primo decennio del XXI secolo, con l'Al-Nassr che vinse la Coppa della Federazione nel 2008 contro i concittadini dell'Al-Hilal. Nel 2009 l'Al-Nassr ingaggiò Mohammad Al-Sahlawi dall'Al-Qadisiya per la cifra record di 32 milioni di riyal (circa 8 milioni di dollari), battendo il primato dell'Al-Hilal, che nel 2005 aveva comprato Yasser Al-Qahtani dall'Al Qadisiya per 11,8 milioni di riyal. Nel 2009-2010 Al-Sahlawi segnò 21 reti in 36 partite, venendo nominato migliore giovane del campionato saudita, ma la squadra non andò più in alto del terzo posto. Nel maggio 2010 sulla panchina dell'Al-Nassr si insediò l'italiano Walter Zenga, che fu esonerato nel dicembre successivo.
Nella stagione 2013-2014 la squadra ha vinto per la settima volta il campionato, con una giornata d'anticipo. Il successo è stato bissato nella stagione successiva. Dall'ottobre 2015 al febbraio 2016 la squadra è stata guidata da Fabio Cannavaro, con René Higuita come allenatore dei portieri. Nella stagione 2018-2019 il club ha vinto per la nona volta il campionato.
Il 30 dicembre 2022 l'Al-Nassr ha ufficializzato l'ingaggio del fuoriclasse Cristiano Ronaldo, già vincitore di cinque Palloni d'oro, dopo la risoluzione del contratto tra il portoghese e il Manchester United.
Durante l'estate 2023 la squadra si è resa nuovamente protagonista sul mercato, grazie all'ingaggio di calciatori del calibro di Seko Fofana, Alex Telles, Marcelo Brozović, Sadio Mané, Otávio e Aymeric Laporte. Nella stessa estate si è aggiudicata per la prima volta la Coppa dei Campioni araba per club, grazie ad una doppietta di Cristiano Ronaldo nella finale vinta per 2-1 contro l'Al-Hilal.

## Organico

### Rosa 2025-2026

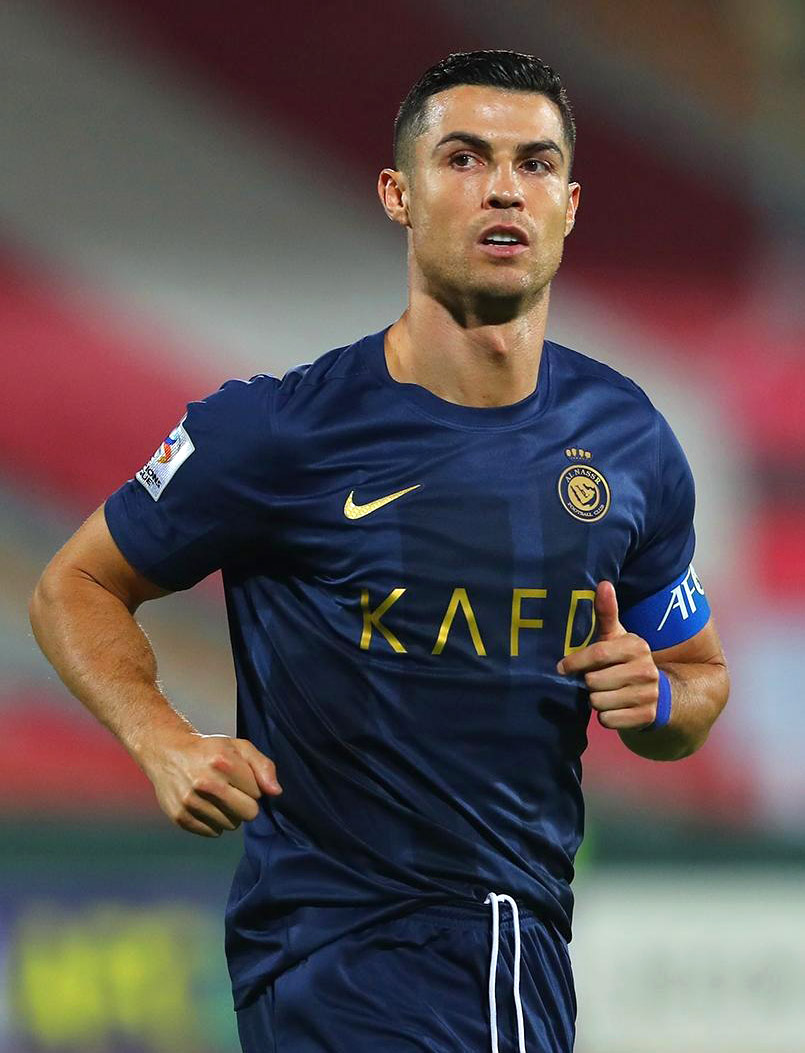
Cristiano Ronaldo, capitano della squadra

Aggiornata al 15 agosto 2025.
| N. |                           | Ruolo | Calciatore                   |
| -- | ------------------------- | ----- | ---------------------------- |
| 2  | Arabia Saudita (bandiera) | D     | Sultan Al-Ghanam             |
| 3  | Francia (bandiera)        | D     | Mohamed Simakan              |
| 4  | Arabia Saudita (bandiera) | D     | Mohammed Al-Fatil            |
| 7  | Portogallo (bandiera)     | A     | Cristiano Ronaldo (capitano) |
| 8  | Arabia Saudita (bandiera) | C     | Abdulmajeed Al-Sulayhem      |
| 10 | Senegal (bandiera)        | A     | Sadio Mané                   |
| 11 | Croazia (bandiera)        | C     | Marcelo Brozović             |
| 12 | Arabia Saudita (bandiera) | D     | Nawaf Boushal                |
| 14 | Arabia Saudita (bandiera) | C     | Sami Al-Najei                |
| 16 | Arabia Saudita (bandiera) | A     | Mohammed Maran               |
| 17 | Arabia Saudita (bandiera) | C     | Abdullah Al-Khaibari         |
| 19 | Arabia Saudita (bandiera) | C     | Ali Al-Hassan                |
| 20 | Brasile (bandiera)        | A     | Ângelo Gabriel               |
| 21 | Francia (bandiera)        | A     | Kingsley Coman               |
| 23 | Arabia Saudita (bandiera) | C     | Ayman Yahya                  |
| 24 | Brasile (bandiera)        | P     | Bento                        |
| 25 | Portogallo (bandiera)     | C     | Otávio                       |
| 27 | Spagna (bandiera)         | D     | Aymeric Laporte              |
| 29 | Arabia Saudita (bandiera) | A     | Abdulrahman Ghareeb          |
| 36 | Arabia Saudita (bandiera) | P     | Raghed Al-Najjar             |

| N. |                           | Ruolo | Calciatore             |
| -- | ------------------------- | ----- | ---------------------- |
| 50 | Arabia Saudita (bandiera) | D     | Majed Qasheesh         |
| 60 | Arabia Saudita (bandiera) | A     | Saad Haqawi            |
| 79 | Portogallo (bandiera)     | C     | João Félix             |
| 80 | Brasile (bandiera)        | A     | Wesley Gassova         |
| 83 | Arabia Saudita (bandiera) | D     | Salem Al-Najdi         |
|    | Arabia Saudita (bandiera) | D     | Hamad Al-Mansour       |
|    | Arabia Saudita (bandiera) | D     | Nader Al-Sharari       |
|    | Arabia Saudita (bandiera) | P     | Amin Bukhari           |
|    | Arabia Saudita (bandiera) | D     | Abdulelah Al-Amri      |
|    | Arabia Saudita (bandiera) | A     | Muhannad Barrah        |
|    | Arabia Saudita (bandiera) | C     | Abdulaziz Al-Aliwa     |
|    | Arabia Saudita (bandiera) | P     | Nawaf Al-Aqidi         |
|    | Arabia Saudita (bandiera) | D     | Mansour Al-Shammari    |
|    | Arabia Saudita (bandiera) | A     | Meshari Al-Nemer       |
|    | Arabia Saudita (bandiera) | C     | Abdulmalik Al-Jaber    |
|    | Arabia Saudita (bandiera) | D     | Abdulaziz Al Faraj     |
|    | Arabia Saudita (bandiera) | C     | Fahad Aqeel Al-Zubaidi |
|    | Arabia Saudita (bandiera) | C     | Fahad Al-Taleb         |
|    | Spagna (bandiera)         | D     | Iñigo Martínez         |

## Allenatori
- 1960-1962  Ahmed Al-Joker
- 1962-1965  Ahmied Abdullah
- 1966-1967  Lamaat Qatna
- 1967-1969  Abdulmajid Tarnah
- 1969-1970  Hassan Sultan
- 1971  Zaki Osman
- 1972  Mimi Abdulmajid
- 1973-1974  Hassan Khairi
- 1975  Mahmoud Abu Rojeila
- 1976  Vivas
- 1976-1979  Ljubiša Broćić
- 1980- 1981  Chico Formiga
- 1981  Mário Zagallo
- 1983  Francisco Sarno

 José Chira
- 1983-1984  Carpergiani
- 1985-1986  Robert Herbin
- 1987-1988  Billy Bingham
- 1988-1989  Joel Santana
- 1989  Yousef Khamis
- 1990  Claudio Deorati
- 1990-1991  Nasser Al-Johar
- 1992  Dragoslav Šekularac
- 1992-1993  Qadies
- 1993  Nasser Al-Johar

 Majed Abdullah
- 1993-1994  Jean Fernandez
- 1995  Henri Michel

 Yousef Khamis
- 1995-1996  Jean Fernandez
- 1996-1997  Ilie Balaci
- 1997  Dimităr Penev
- 1997-1998  Dušan Uhrin
- 1998  Jean Fernandez
- 1998-1999  Dutra
- 1999  Procópio Cardoso
- 2000  Milan Živadinović

 Yousef Khamis
- 2000-2001  Artur Jorge
- 2001  Héctor Núñez

 Salih Al-Mutlaq
- 2001-2002  Jorge Habegger
- 2002-2003  Julio Asad
- 2003  Ljubiša Tumbaković
- 2004  Mircea Rednic

 Mohsen Saleh
- 2004-2005  Dimităr Dimitrov
- 2005-2006  Mariano Barreto
- 2006  Khalid Al-Koroni

 Yousef Khamis
 Artur Jorge
- 2006-2007  Jorge Habegger
- 2007  Ednaldo Patrício

 Foeke Booy
 Julio Asad
- 2008  Rodion Gačanin
- 2009  Edgardo Bauza
- 2009-2010  Jorge da Silva
- 2010  Walter Zenga
- 2011  Dragan Skočić

 Gustavo Costas
 Ali Kmeikh
- 2011-2012  Francisco Maturana
- 2012-2014  José Daniel Carreño
- 2014  Raúl Caneda
- 2014-2014  Jorge da Silva
- 2016  Fabio Cannavaro

 René Higuita (ad interim)
 Raúl Caneda
- 2016-2017  Zoran Mamić
- 2017  Patrice Carteron

 Ricardo Gomes
- 2018  José Daniel Carreño
- 2019-2021  Rui Vitória
- 2021  Mano Menezes

 Pedro Emanuel
- 2021-2022  Miguel Ángel Russo
- 2022-2023  Rudi Garcia
- 2023  Dinko Jeličić
- 2023-2024  Luís Castro
- 2024-2025  Stefano Pioli
- 2025-  Jorge Jesus

## Palmarès

### Competizioni nazionali
- Campionato saudita: 9

1975-1976, 1979-1980, 1980-1981, 1988-1989, 1993-1994, 1994-1995, 2013-2014, 2014-2015, 2018-2019
- Coppa del Re dei Campioni: 6

1974, 1976, 1981, 1986, 1987, 1990
- Coppa del Principe della Corona saudita: 3

1973, 1974, 2014
- Coppa del Principe Faysal bin Fahd: 3

1977, 1998, 2008
- Supercoppa saudita: 2

2019, 2020

### Competizioni internazionali
- Coppa dei Campioni del Golfo: 2

1996, 1997
- Coppa delle Coppe dell'AFC: 1

1997-1998
- Supercoppa d'Asia: 1

1998
- Coppa dei Campioni araba per club: 1

2023

### Altri piazzamenti
- Campionato saudita:

Secondo posto: 1976-1977, 1977-1978, 1978-1979, 1990-1991, 2000-2001, 2019-2020, 2022-2023, 2023-2024
Terzo posto: 1985-1986, 1986-1987, 1987-1988, 1989-1990, 1996-1997, 2001-2002, 2009-2010, 2016-2017, 2017-2018, 2021-2022, 2024-2025
- Coppa del Re dei Campioni:

Finalista: 2023-2024
Semifinalista: 2020-2021, 2022-2023
- Coppa del Principe della Corona saudita:

Finalista: 1990-1991, 1995-1996, 2012-2013
Semifinalista: 1999, 2002, 2003, 2004, 2004-2005, 2008-2009, 2010-2011, 2014-2015
- Supercoppa saudita:

Finalista: 2014, 2015, 2024
Semifinalista: 2022, 2023
- AFC Champions League:

Finalista: 1995
Semifinalista: 2020, 2021, 2024-2025
- Coppa delle Coppe dell'AFC:

Finalista: 1991-1992
- Coppa dei Campioni del Golfo:

Finalista: 2008
Semifinalista: 2009
- Supercoppa araba:

Finalista: 2001